# Julien Guéris
 (août 2010).
Si vous disposez d'ouvrages ou d'articles de référence ou si vous connaissez des sites web de qualité traitant du thème abordé ici, merci de compléter l'article en donnant les références utiles à sa vérifiabilité et en les liant à la section « Notes et références ».
Julien Guéris, né le 21 juillet 1974, est un acteur français notamment connu pour son rôle de Luigi dans la série télévisée Seconde Chance.

## Filmographie

### Cinéma

#### Longs métrages
- 1999 : Tout est calme de Jean-Pierre Mocky
- 2002 : Une affaire qui roule d'Éric Veniard
- 2005 : Les Poupées russes de Cédric Klapisch : Jean-Edouard
- 2008 : Fracassés de Franck Llopis : Olivier
- 2009 : Ah ! la libido de Michèle Rosier : un toyboy

#### Courts métrages
- C'est bon du yaourt
- Lumières en sous-sol
- 2006 : Bourreau

### Télévision

#### Séries télévisées
- 2003 : Les enquêtes d'Éloïse Rome : Vaco
- 2004 : Baie ouest : Bixente
- 2004–2006 : Sous le soleil : Hugo (20 épisodes)
- 2006 : Diane, femme flic : Mathieu Perral
- 2007 : Fargas : Jacques Duchelle
- 2008-2009 : Seconde Chance : Luigi Panetti (102 épisodes)

#### Téléfilms
- 2002 : Justice de femme : Eric Chevallier
- 2002 : Ton tour viendra : Serge
- Mes pires potes
- Unité de recherche
- Tout simplement
- Les Enquêtes d'Éloïse Rome
- Crimes sans intention

### Publicités
- Fanta
- Toyota Yaris
- Jeux vidéo Mario Bros